# Stoecharthrum fosterae
Stoecharthrum fosterae är en djurart som beskrevs av Kozloff 1993. Stoecharthrum fosterae ingår i släktet Stoecharthrum, och familjen Rhopaluridae. Inga underarter finns listade i Catalogue of Life.